# Джон Сібторп
Джон Сібторп (англ. John Sibthorp; 1758—1796) — англійський ботанік.

## Біографія
Джон Сібторп народився 28 жовтня 1758 року в родині англійського ботаніка Гамфрі Сібторпа (бл. 1713—1797). Навчався в Лінкольновському коледжі Оксфордського університету, у 1780 році здобув ступінь магістра мистецтв. З 1781 до 1782 року Сібторп навчався в Паризькому університеті у професора  А. Л. де Жюссьє, з 1782 до 1783 року відвідував лекції О. Бруссоне в Монпельє. Потім перейшов в Единбурзький університет, у 1784 році став доктором медицини. У тому ж році його було призначено директором Оксфордського ботанічного саду та професором Оксфордського університету. Деякий час Джон викладав у Геттінгені. У 1786-1787 роках Сібторп разом із Фердинандом Бауером подорожував Грецією.
У 1788 році Джон став членом Лондонського Ліннеївського та Королівського товариств.
У 1794 році він вирушив до Туреччини та на Пелопоннес, після повернення захворів на туберкульоз. 8 лютого 1796 року помер у місті Бат.
Сібторп зібрав близько 2000 зразків рослин за дві поїздки та планував видати роботу по флорі Греції, однак він помер ще до того, як зміг розпочати її. Обробку зразків, привезених Сібторпом та Бауером, розпочав Джеймс Едвард Сміт (1759—1828) у 1806 році, останні три томи Flora Graeca з десяти видав Джон Ліндлі (1799—1865).

## Окремі наукові праці
- Sibthorp, J. (1794). Flora oxoniensis. 422 p.
- Sibthorp, J.; Smith, J.E. (1806—1813). Florae Grecae prodromus. 2 vols.
- Sibthorp, J.; Smith, J.E.; Lindley, J. (1806—1840). Flora graeca. 10 vols.